# Transiting Exoplanet Survey Satellite
Transiting Exoplanet Survey Satellite (TESS) är ett rymdteleskop för NASA:s Explorers-program, utformat för att söka efter exoplaneter med transitmetoden. TESS sköts upp med en Falcon 9-raket, från Cape Canaveral SLC-40, den 18 april 2018.
Det primära uppdragsmålet för TESS är att undersöka de ljusstarkaste stjärnorna nära jorden (över 200 000) för att hitta exoplaneter över en tvåårsperiod. TESS-projektet kommer att använda en uppsättning bredbildskameror för att utföra en all-sky-undersökning. Med TESS kommer det att vara möjligt att studera massan, storleken, densiteten och banan i en stor kohort av små planeter, inklusive ett urval av steniga planeter i deras värdstjärnors beboeliga zoner. TESS kommer att ge primära mål för ytterligare karakterisering av James Webb Space Telescope, liksom andra stora markbaserade och rymdbaserade teleskop i framtiden.
Tidigare all-sky-undersökningar med markbaserade teleskop har i huvudsak upptäckt jätteexoplaneter. TESS kommer däremot att undersöka ett stort antal små planeter runt de allra ljusaste stjärnorna på himlen. TESS förväntas upptäcka ca 1500 planeter, varav ca 500 jordlika planeter.